# Czarni Sosnowiec
Der KKS Czarni Sosnowiec (Kolejowy Klub Sportowy Czarni Sosnowiec) ist ein polnischer Fußballverein aus der Stadt Sosnowiec (deutsch Sosnowitz) in der Woiwodschaft Schlesien. Bekannt ist der Verein durch seine Frauenabteilung, die mit 13 Titeln polnischer Rekordmeister der Ekstraliga Kobiet ist.

## Geschichte
Der Verein wurde 1924 gegründet, die Frauenfußballabteilung entstand im Jahr 1974. 1980 konnten die Frauen erstmals die polnische Meisterschaft gewinnen, was bis 2022 weitere 12 Mal gelang. Auch den Pokal konnten sie bisher 13-mal gewinnen, zuletzt 2001/02. Aufgrund finanzieller Probleme ging es mit dem Verein bergab und man musste am Ende der Saison 2007/08 aus der Ekstraliga absteigen. Dort schafften sie 2008/09 die Play-offs, scheiterten dann aber deutlich. Seit 2014 spielt Czarni Sosnowiec wieder in der höchsten Spielklasse; am Saisonende 2020/21 wurde er zum insgesamt 13. Mal Polnischer Meister sowie zum 12. Mal Pokalsieger. Anschließend nahm der Verein erstmals an der 1. Qualifikationsrunde zur UEFA Women’s Champions League teil, unterlag aber dort Ferencváros Budapest zuhause mit 1:2.

## Erfolge
- Polnischer Meister (13×): 1980, 1981, 1984, 1985, 1986, 1987, 1989, 1991, 1997, 1998, 1999, 2000, 2021
- Polnischer Pokalsieger (13×): 1985, 1987, 1989, 1995, 1996, 1997, 1998, 1999, 2000, 2001, 2002, 2021, 2022

### Europapokalbilanz
| Wettbewerb                            | Runde                                        | Gegner               | Ergebnis |
| ------------------------------------- | -------------------------------------------- | -------------------- | -------- |
| UEFA Women’s Champions League 2021/22 | 1. Qualifikationsrunde Gruppe 4 – Halbfinale | Ferencváros Budapest | 01:2 (H) |